# Paul-Miki Roamba
Paul-Miki Roamba, né le 6 février 1980 à Kampti dans la province du Poni et mort le 10 septembre 2022, est un journaliste burkinabè. Il est le directeur général de la Radio Oméga,,,. Pour service rendu à la nation à travers son métier, il a été élevé au rang de Chevalier de l'Ordre de l'Étalon à titre posthume. 

## Biographie

### Études et enfances
Paul-Miki Roamba est né à Kampti dans la région de la région du Sud-Ouest. À Ouagadougou, il s'inscrit en sociologie à l'université Joseph Ki-Zerbo. Il est titulaire d'un master en technique d'information et de communication. Il fait parallèlement des piges dans le journal Le Pays.

### Carrière journalistique
Paul-Miki commence sa carrière journalistique dans le quotidien d'informations générales Le Pays. Quelques années après, il entre au journal Le Quotidien, où il travaille sous un pseudonyme. Il est aussi collaborateur du journal d'investigation Le Reporter de Boureima Ouédraogo, puis de Le Courrier confidentiel de Hervé Taoko. Au lancement de la télévision BF1, il est recruté comme journaliste présentateur. Il sera ensuite rédacteur en chef et chef de programme.
Il est ensuite appelé au groupe de presse Edifice pour le journal quotidien Notre Temps. Paul-Miki coordonne le journal et la radio Ouaga Fm. Il est nommé ensuite rédacteur en chef de la radio, puis directeur général en 2020. Avec le lancement de la télévision La chaine panafricaine de l'Afrique (LCA), il occupe le poste de directeur.
Le 26 mai 2022, il est nommé directeur général du groupe Oméga médias avec la Radio Oméga et la télévision Oméga TV d' Alpha Barry ancien ministre des Affaires étrangères du Burkina Faso. 
Il est décédé le 10 septembre 2022 à Ouagadougou. Le Premier ministre Albert Ouédraogo lui a rendu hommage,.

## Distinction
- Chevalier de l'Ordre de l'Étalon en 2022 à titre posthume[5].